# Hakapelto kapell

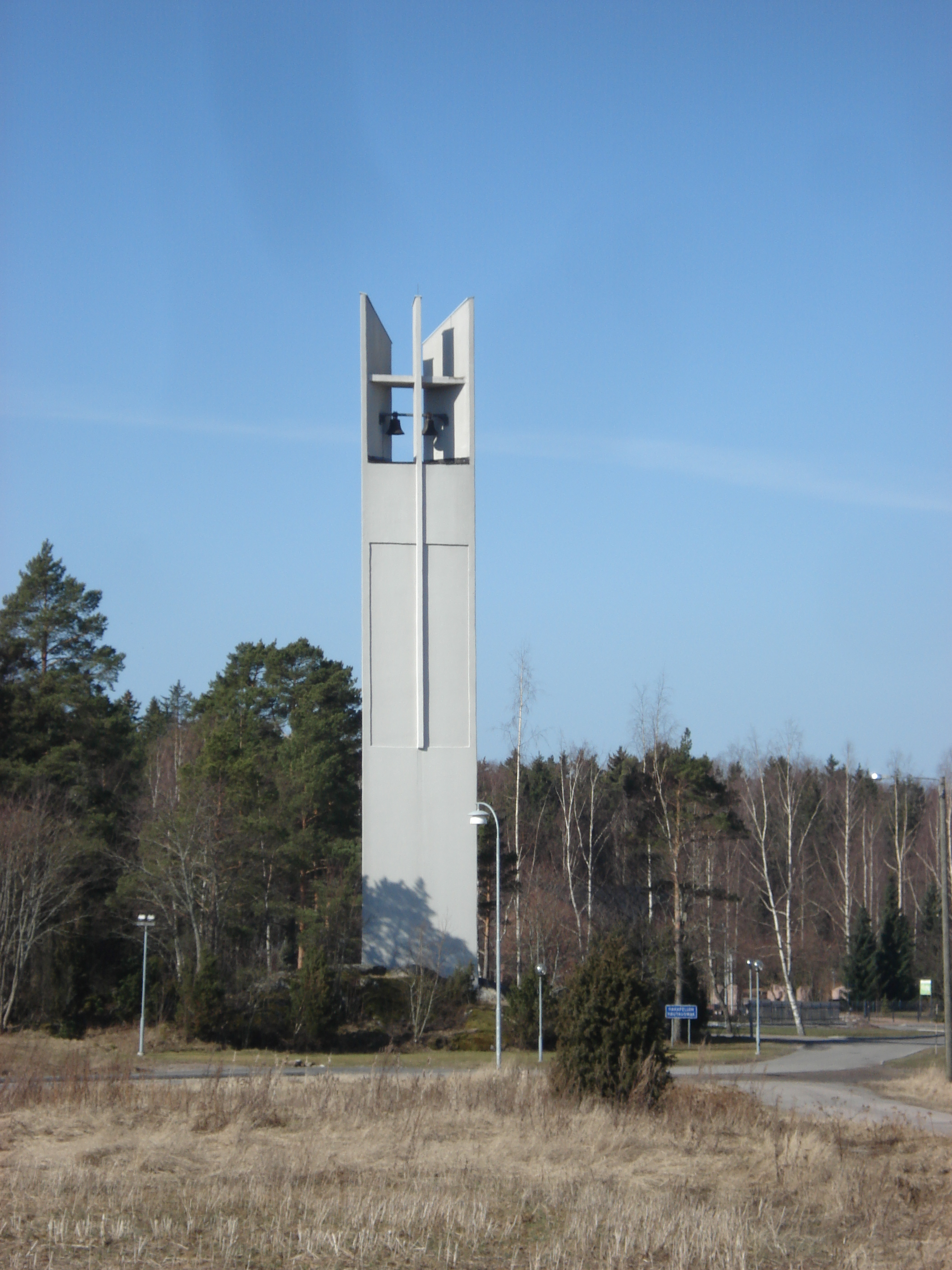
Hakapelto kapells klocktorn.

Hakapelto kapell (finska: Hakapellon kappeli) är ett lutherskt kapell beläget i Soininen i Nådendal i det finländska landskapet Egentliga Finland. Kapellet färdigställdes 1984 och det tillhör Nådendals församling och ägs av Nådendals kyrkliga samfällighet. Hakapelto kapell har ritats av Reino Lukander. Kapellet renoverades grundligt 2017.

## Begravningsplatsen
Vid kapellet finns en begravningsplats. Området är nästan 15 hektar stort. Idag begravs de flesta som ska begravas i det gamla Nådendal på Hakapelto, eftersom kyrkogården vid Nådendals kyrka har blivit för trång.
I november 1977 köpte Nådendals församling marken Hakapelto från privatpersoner, som hade styckats av från Soininen och Vadjo släktgårdar. Platsen var avsedd för en begravningsplats, och kyrkogården samt kapellet färdigställdes 1984. Vid renoveringen som färdigställdes 2008 byggdes 520 nya urngravplatser, och området fick bland annat en annan minnesplats samt ett smidesjärnstaket som omger hela området. På Hakapelto finns också 1 150 minneslundplatser.